# Bleiche Fetthenne
Die Bleiche Fetthenne (Sedum pallidum) ist eine Pflanzenart aus der Gattung der Fetthennen (Sedum) in der Familie der Dickblattgewächse (Crassulaceae).

## Beschreibung

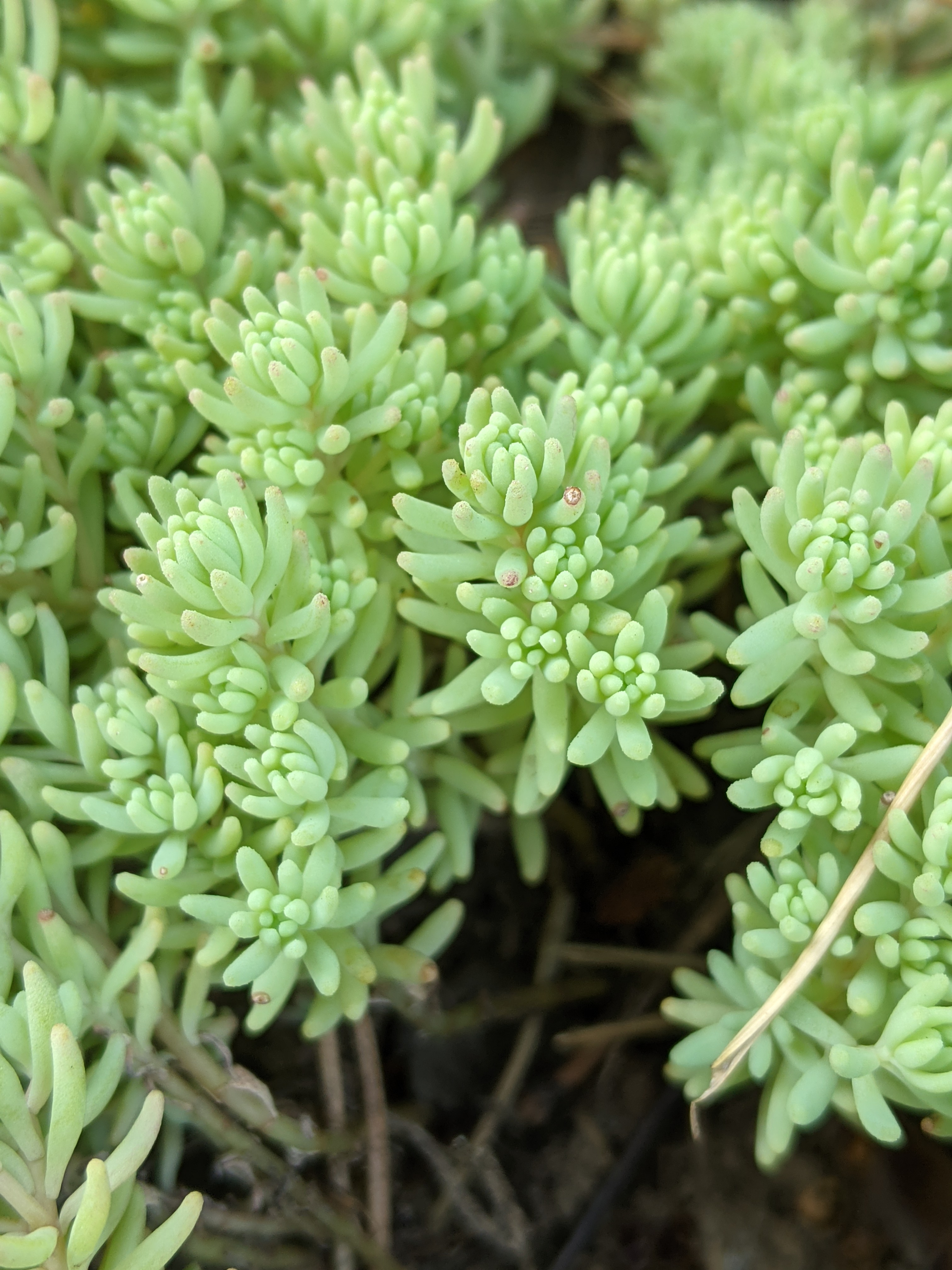
Nahaufnahme der Laubblätter

### Vegetative Merkmale
Die Bleiche Fetthenne ist ein immergrüner, rasenbildender Chamaephyt, der Wuchshöhen zwischen 5 und 10 Zentimetern erreicht. Die Pflanze bildet keine Rosetten aus. Die abstehenden Laubblätter sind wechselständig am Stängel angeordnet. Die einfache Blattspreite ist zylindrisch geformt. Ihre Färbung ist auffällig blau- bis bleichgrün.

### Generative Merkmale
Die Blütezeit reicht von Juni bis August. Der zymöse Blütenstand wird als blütenreich beschrieben und ist mit Drüsen besetzt. 
Die zwittrigen Blüten sind radiärsymmetrisch und fünfzählig mit doppelter Blütenhülle. Die meist fünf Kronblätter sind 2 bis 4 Millimeter lang, lanzettlich mit lang verschmälerter Spitze. Sie sind weiß bis blassrosafarben mit deutlich hervortretendem rotem Mittelnerv und außen mit Drüsen besetzt.
Die Früchte sind wie bei allen Dickblattgewächsen Balgfrüchtchen.

## Vorkommen
Die ursprüngliche Heimat der Bleichen Fetthenne wird mit einer Linie vom südöstlichen Bulgarien über die nördliche Hälfte der Türkei bis zum
Kaukasus angegeben. 
Inzwischen hat sich die Pflanze in weitere Gebiete ausgebreitet. So sind Vorkommen in Tschechien, dem Baltikum und Italien nachgewiesen. Auch in Deutschland ist sie als lokaler Neophyt mit teils unbeständigen Vorkommen beschrieben. So gibt es Nachweise in Hamburg, Brandenburg und dem Nationalpark Eifel in Nordrhein-Westfalen. Die Ausbreitung lässt sich auf eine zunehmende Nutzung als Zierpflanze in Steingärten, Gründächern oder auf Gräbern erklären.
Typische Standorte in Deutschland sind trocken und warme Ruderalstellen wie Friedhöfe, Straßenränder, Mauern. Sedum pallidum kommt in den Pflanzengesellschaften der Klasse Asplenietea trichomanis vor. Hierbei handelt es sich um Felsspalten- und Mauerfugen-Gesellschaften.

## Taxonomie
Der wissenschaftliche Name Sedum pallidum wurde 1808 von Friedrich August Marschall von Bieberstein erstveröffentlicht. Synonyme sind Sedum bithynicum (Boiss.) und Sedum sanguineum Boiss. et Hausskn..